# Greer Stevens
| jaar | rang enkelspel |
| ---- | -------------- |
| 1975 | 48             |
| 1976 | 17             |
| 1977 | 13             |
| 1978 | 17             |
| 1979 | 12             |
| 1980 | 10             |

Greer Ruth Stevens (Pietermaritzburg, 15 februari 1957) is een voormalig tennisspeelster uit Zuid-Afrika. Stevens speelt rechtshandig. Zij was actief in het internationale tennis van 1974 tot en met 1980.

## Loopbaan

### Enkelspel
Stevens maakte al in 1973 een reis door Engeland, waarbij zij twee toernooien won: South Northumberland Championships in juni en East of England (Felixstowe) in juli. Een jaar later, op zeventienjarige leeftijd, speelde zij op Wimbledon 1974, waar zij de derde ronde bereikte.
In 1975 stond Stevens voor het eerst in een WTA-finale, op het toernooi van Surbiton – hier veroverde zij haar eerste titel, door de Amerikaanse Patti Hogan te verslaan. In totaal won zij vier WTA-titels, de laatste in 1979 in Hollywood (Florida). Dat zij daarbij in de eerste ronde Chris Evert versloeg, was een nieuwsfeit dat de kranten haalde. Evert werd namelijk uiterst zelden in de eerste ronde verslagen – de laatste keer was in maart 1976 geweest, toen de Amerikaanse op het Virginia Slims of Boston in de eerste ronde door Dianne Fromholtz was geklopt.
Haar beste resultaat op de grandslamtoernooien is het bereiken van de kwartfinale. Haar hoogste notering op de WTA-ranglijst is de 7e plaats, die zij bereikte in juli 1980, na haar kwartfinale op Wimbledon.

### Dubbelspel
Tijdens haar reis door Engeland in 1973 bereikte Stevens beide finales van de Essex Championships in Frinton-on-Sea – na verlies van de enkelspelfinale van Corinne Molesworth, meldde zij zich af voor de dubbelspelfinale; omen? Een jaar later nam zij, ter voorbereiding op Wimbledon, deel aan het grastoernooi Green Shield Kent Championships in Beckenham – samen met landgenote Rowena Whitehouse bereikte zij daar haar eerste WTA-finale, die zij wonnen van Sally Greer en Betsy Nagelsen. Anderhalve week later speelde Stevens op Wimbledon 1974, waar zij de derde ronde bereikte met de Amerikaanse Kathy May aan haar zijde.
Op het toernooi van Surbiton in 1975, waar zij al de enkelspeltitel won, ging zij ook met de dubbelspeltitel weg, aan de zijde van de Amerikaanse Patti Hogan die zij in de enkelspelfinale versloeg. In totaal won Stevens zes WTA-titels, de laatste in 1979 in Chichester, samen met de Australische Wendy Turnbull.
Haar beste resultaat op de grandslamtoernooien is het bereiken van de halve finale, op het US Open 1977 samen met de Australische Kerry Reid.

#### Gemengd dubbelspel
In deze discipline won Stevens drie grandslamtitels: Wimbledon 1977, Wimbledon 1979 en US Open 1979, steeds met landgenoot Bob Hewitt aan haar zijde. In alle drie gevallen zegevierden zij in de finale over Betty Stöve en Frew McMillan.

### Tennis in teamverband
In 1977 maakte Stevens deel uit van het Zuid-Afrikaanse Fed Cup-team – zij behaalde daar een winst/verlies-balans van 3–1, waarbij zij onder meer de Nederlandse Elly Vessies versloeg.

### Einde van de tenniscarrière
In 1978 kreeg Stevens een ernstige knieblessure, waaraan zij werd geopereerd, met meer dan 300 hechtingen. Nadien droeg zij een kniebrace. Op 20 juli 1980, de finaledag van het Player's Challenge Classic-toernooi in Montréal, ging zij zowel in het enkel- als in het dubbelspel de finale spelen. Vanwege regen werd de finale driemaal uitgesteld. Door de vochtige omstandigheden en door de harde ondergrond begonnen haar knieën problemen te geven, en zij verloor de enkelspelfinale van de (toen nog) Tsjechische Martina Navrátilová met 2–6 en 1–6. Tijdens de dubbelspelfinale, met de Amerikaanse Ann Kiyomura aan haar zijde, werden de pijn en vochtophoping in haar onderbenen (shin splints) progressief erger, waardoor zij bij een stand van 6–3 en 6–63–6 de strijd moest staken. Na het US Open eind augustus (verloren openingspartij) nam zij twee maanden rust alvorens in november, voor het eerst en voor het laatst, deel te nemen aan het Australian Open – als vijfde geplaatst bereikte zij daar de kwartfinale, waarin Navrátilová wederom een onneembare barrière bleek. De week erna speelde Stevens nog op het New South Wales Open, maar vervolgens besloot zij met tennis te stoppen, zowel vanwege de aanhoudende blessure als vanwege haar ophanden zijnde huwelijk. Zij stond toen nog steeds in de top-10.
Op 14 februari 1981 trad Stevens in het huwelijk met Kevin Leo-Smith. Zij runden jarenlang een safari-organisatie. In de periode 2009–2011 was zij captain van het Zuid-Afrikaanse Fed Cup-team. Sinds 2009 heeft zij in Johannesburg een tennisschool, de Greer Stevens International Tennis Academy.

## Palmares

### WTA-finaleplaatsen enkelspel
| nr.              | finale     | toernooi        | ondergrond | tegenstandster      | score         |        |
| ---------------- | ---------- | --------------- | ---------- | ------------------- | ------------- | ------ |
| gewonnen finales |            |                 |            |                     |               |        |
| 1.               | 1975-05-31 | WTA Surbiton    | gras       | Patti Hogan         | 6-1, 6-4      | [ 25 ] |
| 2.               | 1975-06-07 | WTA Chichester  | gras       | Terry Holladay      | 6-7, 6-4, 6-3 | [ 26 ] |
| 3.               | 1975-06-14 | WTA Beckenham   | gras       | Patti Hogan         | 4-6, 6-3, 6-4 | [ 27 ] |
| 4.               | 1979-01-28 | WTA Hollywood   | tapijt (i) | Dianne Fromholtz    | 6-4, 2-6, 6-4 | [ 9 ]  |
| verloren finales |            |                 |            |                     |               |        |
| 1.               | 1980-01-20 | WTA Kansas City | tapijt (i) | Martina Navrátilová | 0-6, 2-6      | [ 28 ] |
| 2.               | 1980-07-20 | WTA Montréal    | hardcourt  | Martina Navrátilová | 2-6, 1-6      | [ 20 ] |

### WTA-finaleplaatsen vrouwendubbelspel
| nr.              | finale     | toernooi          | ondergrond    | partner           | tegenstandsters                      | score          |        |
| ---------------- | ---------- | ----------------- | ------------- | ----------------- | ------------------------------------ | -------------- | ------ |
| gewonnen finales |            |                   |               |                   |                                      |                |        |
| 1.               | 1974-06-15 | WTA Beckenham     | gras          | Rowena Whitehouse | Sally Greer Betsy Nagelsen           | 6-2, 6-4       | [ 29 ] |
| 2.               | 1975-05-24 | WTA Guildford     | gravel        | Patti Hogan       | Lesley Charles Sue Mappin            | 6-0, 6-3       | [ 30 ] |
| 3.               | 1975-05-31 | WTA Surbiton      | gras          | Patti Hogan       | Lindsay Blachford Judy Dalton        | 7-9, 6-1, 9-7  | [ 25 ] |
| 4.               | 1975-08-26 | WTA South Orange  | gravel        | Kristien Shaw     | Kathleen Harter Kathy May            | walk-over      | [ 31 ] |
| 5.               | 1977-03-06 | WTA San Francisco | tapijt (i)    | Kerry Reid        | Sue Barker Ann Kiyomura              | 6-3, 6-1       | [ 32 ] |
| 6.               | 1979-06-16 | WTA Chichester    | gras          | Wendy Turnbull    | Billie Jean King Martina Navrátilová | 6-3, 1-6, 7-5  | [ 33 ] |
| verloren finales |            |                   |               |                   |                                      |                |        |
| 01.              | 1975-05-17 | WTA Bournemouth   | gravel        | Delina Boshoff    | Lesley Charles Sue Mappin            | 3-6, 3-6       | [ 34 ] |
| 02.              | 1975-06-08 | WTA Chichester    | gras          | Patti Hogan       | Judy Dalton Karen Krantzcke          | 6-4, 1-6, 4-6  | [ 26 ] |
| 03.              | 1976-03-21 | WTA Dallas        | tapijt (i)    | Marita Redondo    | Mona Guerrant Ann Kiyomura           | 3-6, 6-4, 4-6  | [ 35 ] |
| 04.              | 1977-03-13 | WTA Dallas        | tapijt (i)    | Kerry Reid        | Martina Navrátilová Betty Stöve      | 2-6, 4-6       | [ 36 ] |
| 05.              | 1977-11-20 | WTA Sydney        | gras          | Kerry Reid        | Evonne Goolagong Betty Stöve         | regen          | [ 37 ] |
| 06.              | 1978-01-22 | WTA Houston       | tapijt (i)    | Mona Guerrant     | Billie Jean King Martina Navrátilová | 6-7, 6-4, 6-7  | [ 38 ] |
| 07.              | 1978-01-29 | WTA Los Angeles   | hardcourt (i) | Pam Teeguarden    | Betty Stöve Virginia Wade            | 3-6, 2-6       | [ 39 ] |
| 08.              | 1978-04-16 | WTA Hilton Head   | gravel        | Mona Guerrant     | Billie Jean King Martina Navrátilová | 3-6, 5-7       | [ 40 ] |
| 09.              | 1979-02-04 | WTA Chicago       | tapijt (i)    | Ilana Kloss       | Rosie Casals Betty-Ann Stuart        | 6-3, 5-7, 5-7  | [ 41 ] |
| 10.              | 1980-02-03 | WTA Seattle       | tapijt (i)    | Virginia Wade     | Rosie Casals Wendy Turnbull          | 4-6, 6-2, 5-7  | [ 42 ] |
| 11.              | 1980-02-17 | WTA Oakland       | tapijt (i)    | Virginia Wade     | Sue Barker Ann Kiyomura              | 0-6, 4-6       | [ 43 ] |
| 12.              | 1980-07-20 | WTA Montr;eal     | hardcourt     | Ann Kiyomura      | Pam Shriver Anne Smith               | 6-3, 6-6, opg. | [ 20 ] |

### Finaleplaatsen gemengd dubbelspel
| nr.              | finale     | toernooi  | ondergrond | partner    | tegenstanders             | score         |         |
| ---------------- | ---------- | --------- | ---------- | ---------- | ------------------------- | ------------- | ------- |
| gewonnen finales |            |           |            |            |                           |               |         |
| 1.               | 1977-07-03 | Wimbledon | gras       | Bob Hewitt | Betty Stöve Frew McMillan | 3-6, 7-5, 6-4 | details |
| 2.               | 1979-07-08 | Wimbledon | gras       | Bob Hewitt | Betty Stöve Frew McMillan | 7-5, 7-6      | details |
| 3.               | 1979-09-09 | US Open   | hardcourt  | Bob Hewitt | Betty Stöve Frew McMillan | 6-3, 7-5      | details |
| verloren finales |            |           |            |            |                           |               |         |
| geen             |            |           |            |            |                           |               |         |

## Resultaten grandslamtoernooien
| Legenda | Legenda                          |
| ------- | -------------------------------- |
| g.t.    | geen toernooi gehouden           |
| l.c.    | lagere categorie                 |
| –       | niet deelgenomen                 |
| G       | uitgeschakeld in de groepsfase   |
| 1R      | uitgeschakeld in de eerste ronde |
| 2R      | uitgeschakeld in de tweede ronde |
| 3R      | uitgeschakeld in de derde ronde  |
| 4R      | uitgeschakeld in de vierde ronde |
| KF      | uitgeschakeld in de kwartfinale  |
| HF      | uitgeschakeld in de halve finale |
| F       | de finale verloren               |
| W       | het toernooi gewonnen            |
| w-v     | winst/verlies-balans             |

### Enkelspel
| toernooi        | 1974 | 1975 | 1976 | 1977 | 1977 |    | 1979 | 1980 |
| --------------- | ---- | ---- | ---- | ---- | ---- | -- | ---- | ---- |
| Australian Open | –    | –    | –    | –    | –    | –  | KF   |      |
| Roland Garros   | –    | –    | –    | –    | –    | –  | –    |      |
| Wimbledon       | 3R   | 3R   | 4R   | 4R   | 4R   | 4R | KF   |      |
| US Open         | –    | 3R   | 2R   | 2R   | 2R   | 4R | 1R   |      |

### Vrouwendubbelspel
| toernooi        | 1974 | 1975 | 1976 | 1977 | 1977 |    | 1979 | 1980 |
| --------------- | ---- | ---- | ---- | ---- | ---- | -- | ---- | ---- |
| Australian Open | –    | –    | –    | –    | –    | –  | 2R   |      |
| Roland Garros   | –    | –    | –    | –    | –    | –  | –    |      |
| Wimbledon       | 3R   | 1R   | 3R   | KF   | KF   | 2R | KF   |      |
| US Open         | –    | KF   | –    | HF   | HF   | 2R | KF   |      |

### Gemengd dubbelspel
| toernooi        | 1974 | 1975 | 1976 | 1977 | 1977 |      | 1979 | 1980 | w-v |
| --------------- | ---- | ---- | ---- | ---- | ---- | ---- | ---- | ---- | --- |
| Australian Open | g.t. | g.t. | g.t. | g.   | t.   | g.t. | g.t. | 0-0  |     |
| Roland Garros   | –    | –    | –    | –    | –    | –    | –    | 0-0  |     |
| Wimbledon       | 1R   | 1R   | HF   | W    | W    | W    | KF   | 15-3 |     |
| US Open         | –    | 2R   | –    | HF   | HF   | W    | KF   | 11-3 |     |